# Kościół św. Andrzeja Boboli w Budzyniu
Kościół świętego Andrzeja Boboli w Budzyniu – rzymskokatolicki kościół filialny należący do parafii św. Barbary w Budzyniu (dekanat chodzieski archidiecezji gnieźnieńskiej).
Jest to świątynia poewangelicka wzniesiona w 1881 roku. We wnętrzu znajdują się: ołtarz główny z fragmentami z około 1700 roku oraz tabernakulum w stylu późnorenesansowym powstałe w drugiej ćwierci XVII wieku.
Kościół charakteryzuje się eklektyczną architekturą.
Organy w kościele zostały wybudowane w 1883 roku przez firmę Wilhelma Sauera z Frankfurtu nad Odrą. Instrument posiada 9 rejestrów oraz mechaniczne: trakturę gry i trakturę rejestrów.